# John Crewe (1er baron Crewe)
John Crewe, 1er baron Crewe (27 septembre 1742 - 28 avril 1829), de Crewe Hall dans le Cheshire, est un homme politique britannique. On se souvient surtout de lui pour son parrainage de la loi de Crewe de 1782, qui interdit aux douaniers et aux fonctionnaires des postes de voter.

## Jeunesse
Il est le fils aîné de John Crewe, député du Cheshire entre 1734 et 1752, et petit-fils de John Offley Crewe qui a également occupé le même siège avant lui. À la mort de son père en 1752, il hérite de Crewe Hall.

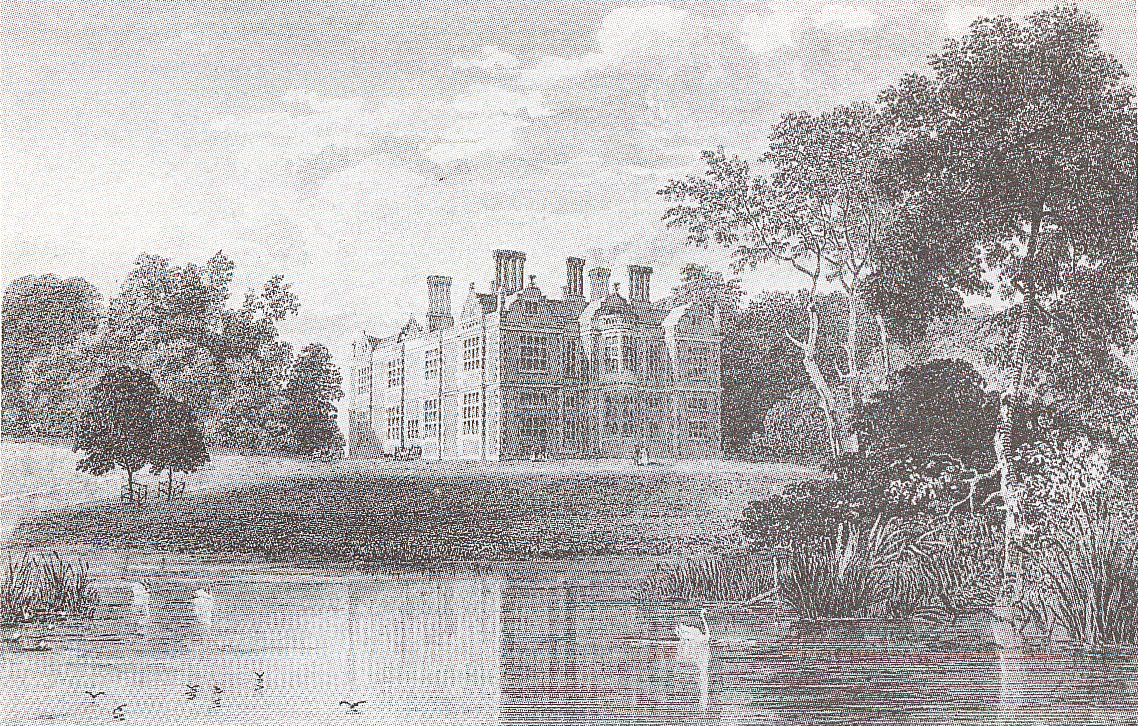
Crewe Hall, Cheshire vers 1818

## Carrière parlementaire
En 1764, il est choisi haut shérif du Cheshire et entre au parlement lors d'une élection partielle en 1765 comme député whig de Stafford ; mais aux élections générales, en 1768, il est réélu sans opposition pour le Cheshire, qu'il représente pendant les 34 années suivantes. Il a toujours été réélu sans opposition dans le Cheshire et est vraisemblablement très apprécié localement : le Dictionary of National Biography rapporte qu'il est "un agriculteur éclairé et un bon propriétaire".
Dans la politique de factions du parti Whig, Crewe est initialement un ami et un disciple du duc de Grafton, mais devient plus tard un partisan de Charles James Fox, le subventionnant apparemment à hauteur de 1200 £ par an. Après la démission de Fox de ses fonctions en 1782, l'administration entrante envisage d'offrir à Crewe une fonction gouvernementale pour obtenir son soutien, mais on lui dit que sa seule ambition est une pairie. Il reste fidèle à Fox et, en février 1784, il figure sur la liste de Fox des nouveaux pairs à faire s'il revenait au pouvoir comme il l'espérait. Fox n'a pas réussi à revenir au pouvoir à ce moment-là, mais finalement - quatre ans après sa retraite des Communes - Crewe est récompensé par la pairie souhaitée lorsque Fox est finalement revenu au pouvoir en 1806. Crewe est créé baron Crewe, de Crewe dans le comté palatin de Chester le 25 février 1806.
Crewe parle rarement à la Chambre des communes, et plus de la moitié de ses contributions enregistrées concernent une seule mesure, la loi sur le Parlement de 1782 qui porte par la suite son nom. Il s'agissait d'une tentative de juguler une source particulière de corruption lors des élections: dans de nombreux arrondissements pourris de l'époque, seuls quelques votes étaient nécessaires pour faire basculer les élections, et c'était courant pour ceux qui détenaient le pouvoir de nomination de fournir des postes officiels aux électeurs en échange d'une coopération au moment des élections. L'ampleur du problème peut être jugée par la déclaration du premier ministre Rockingham selon laquelle 11 500 agents des douanes et de l'accise étaient des électeurs et que 70 sièges à la Chambre des communes étaient décidés principalement par de tels votes. William Dowdeswell a tenté en 1770 de mettre un terme à cette pratique en empêchant les agents des douanes, de l'accise et des postes de voter. Cette mesure n'a pas abouti, mais Crewe présente un projet de loi avec le même objet en 1780 et de nouveau en 1781, réussissant à cette dernière occasion à le faire passer en loi. Malheureusement, le nouveau règlement a été facilement éludé, car le pouvoir du favoritisme a simplement été déplacé pour offrir des postes lucratifs aux parents des électeurs plutôt qu'aux électeurs eux-mêmes.

## Vie privée
Il épouse Frances Anne Greville, fille de Fulke Greville (1717-1806) et Frances Macartney, en 1766, et ils ont deux enfants survivants:
- John, qui lui succède à la pairie
- Emma, qui épouse Foster Cunliffe

Lord Crewe est mort en 1829. Son épouse, généralement connue simplement sous le nom de «Mme Crewe», est une hôtesse politique réputée. Elle est décédée en 1818.